# Woodbridge (Suffolk)
Woodbridge is een civil parish in het bestuurlijke gebied East Suffolk, in het Engelse graafschap Suffolk. De plaats telt 10.956 inwoners.

## Geboren in Woodbridge
- Brian Eno (1948), muziekproducent (o.a. Talking Heads, Genesis, U2) en muzikant (o.a Roxy Music, David Byrne)
- Sean Harris (1966), acteur

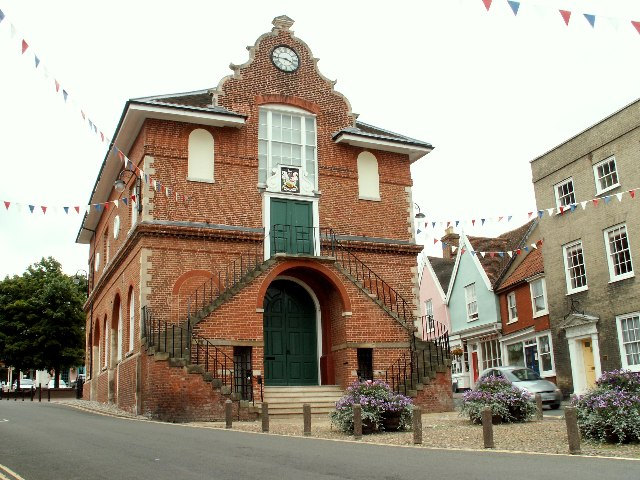
Shire Hall